# 3133 Sendai
3133 Sendai eller A907 TC är en asteroid i huvudbältet, som upptäcktes 4 oktober 1907 av den tyska astronomen August Kopff i Heidelberg. Den har fått sitt namn efter den japanska staden Sendai.
Asteroiden har en diameter på ungefär 7 kilometer och den tillhör asteroidgruppen Flora.